# Тегернгайм
Тегернгайм (нім. Tegernheim) — громада в Німеччині, розташована в землі Баварія. Підпорядковується адміністративному округу Верхній Пфальц. Входить до складу району Регенсбург.
Площа — 11,43 км2. Населення становить 5545 ос. (станом на 31 грудня 2020).